# シミアン・モバイル・ディスコ
シミアン・モバイル・ディスコ（英: Simian Mobile Disco）は、イギリスのテクノ/エレクトロ・デュオ。

## 概要
同国のロック・バンド「シミアン」(Simian)のメンバーだったジェイムス・フォードとジャス・ショウから成る。バンドとしての「シミアン」解散後、2003年に結成し、2005年からDJスタイルのデュオとして正式な活動をスタートさせている。
ニューレイヴに代表されるロックとダンスのクロスオーバー・ムーブメントが隆盛する2000年代後半にあってその一翼を担う存在として好評を博し、元々ロック・バンドであった出自を生かした、アグレッシヴなダンス・ロック・サウンドを鳴らす。また一方で、メンバーのジェイムス・フォードはプロデューサーとしても活躍しており、クラクソンズのデビュー作『近未来の神話』やアークティック・モンキーズのセカンド・アルバム『フェイヴァリット・ワースト・ナイトメアー』といった大ヒット・アルバムを手掛け、インディー・ロック界隈でのその存在感は大きい。また多数のリミックス曲も手掛けている。
2007年、フジロックフェスティバルで初来日、深夜のレッドマーキーを満員に埋め尽くした。2009年のフジロックフェスティバルでも来日し、初日のレッドマーキーのトリを務めた。

## メンバー
- ジェイムス・フォード (James Ford)
- ジャス・ショウ (Jas Shaw)

## ディスコグラフィ

### スタジオ・アルバム
- 『アタック・ディケイ・サステイン・リリース』 - Attack Decay Sustain Release (2007年、Wichita Recordings/Interscope)
- 『テンポラリー・プレジャー』 - Temporary Pleasure (2009年、Wichita Recordings)
- 『アンパターンズ』 - Unpatterns (2012年、Wichita Recordings)
- 『ウァール』 - Whorl (2014年、ANTI-)
- Welcome To Sideways (2016年、Delicacies)
- 『マーマレーションズ』 - Murmurations (2018年、Wichita Recordings)

### ライブ・アルバム
- 『ライブ・イン・ジャパン』 - Live in Japan (2008年、Wichita Recordings/Hostess Entertainment) ※日本限定
- 『ライヴ』 - Live (2013年、Wichita Recordings/Delicacies)
- Live at the Barbican (2018年、Self-Released)

### コンピレーション・アルバム
- Delicacies (2010年、Delicatessen)
- Anthology: 10 Years of SMD (2017年、Delicacies)